# Komuna e Pogonit
Komuna e Pogonit är en kommun i Albanien.   Den ligger i prefekturen Qarku i Gjirokastrës, i den södra delen av landet, 150 km söder om huvudstaden Tirana.
Trakten runt Komuna e Pogonit består till största delen av jordbruksmark.  Runt Komuna e Pogonit är det ganska glesbefolkat, med 24 invånare per kvadratkilometer.